# Домановичский сельсовет (Минская область)
Домановичский сельсовет — административная единица на территории Солигорского района Минской области Республики Беларусь.

## Состав
Домановичский сельсовет включает 14 населённых пунктов:
- Ананчицы — деревня.
- Домановичи — деревня.
- Драчева — деревня.
- Забродье — деревня.
- Завыход — деревня.
- Запереходное — деревня.
- Кочева — деревня.
- Красное Озеро — деревня.
- Осово — деревня.
- Писаревичи — деревня.
- Рог — деревня.
- Роги — деревня.
- Сковшин — деревня.
- Товарищи — деревня.